# Camu camu
Myrciaria dubia là một loài thực vật có hoa trong Họ Đào kim nương. Loài này được (Kunth) McVaugh mô tả khoa học đầu tiên năm 1963.

## Hình ảnh

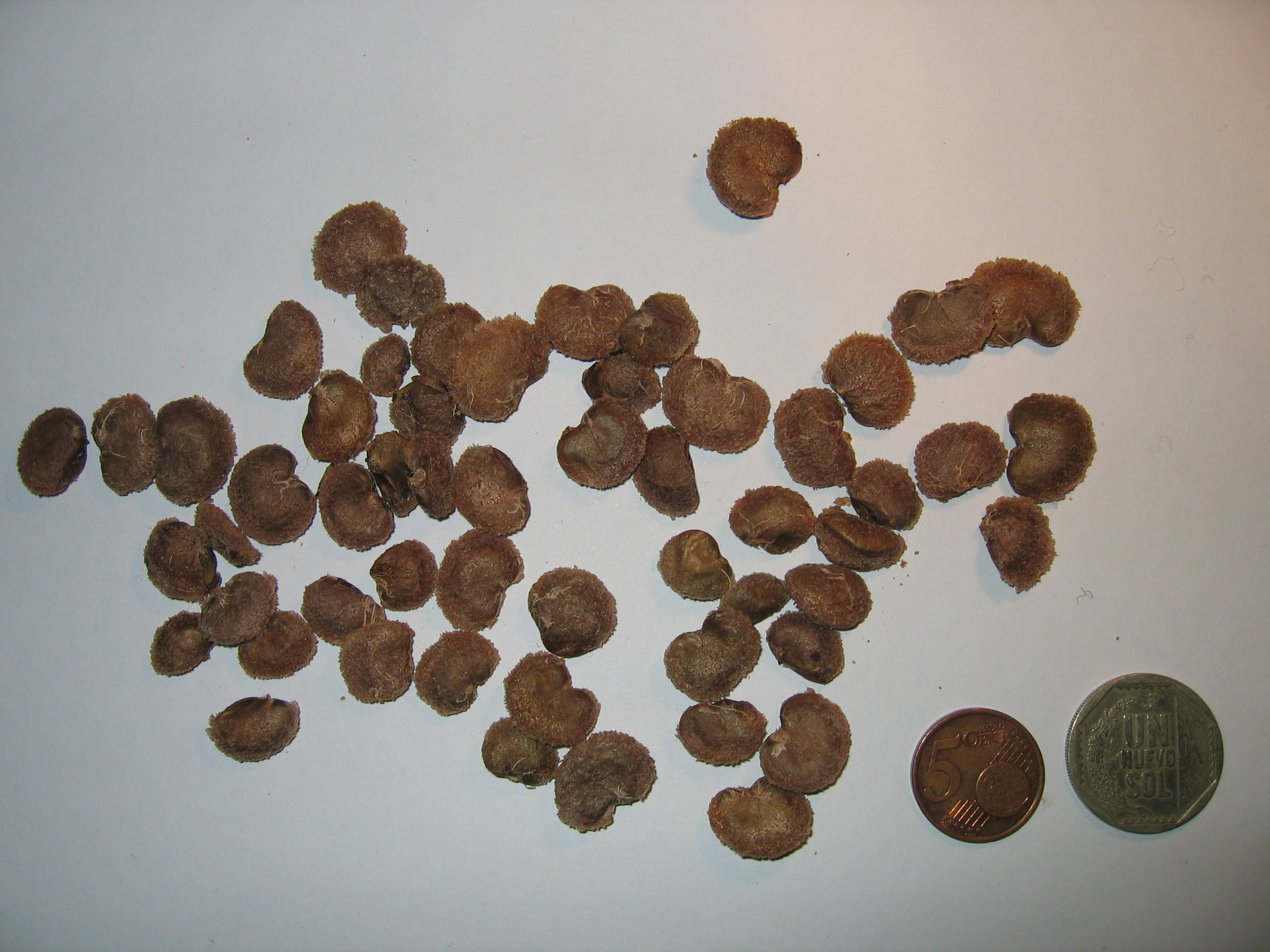